# Rastodon
Rastodon is een geslacht van uitgestorven synapsiden uit de onderorde Dicynodontia dat tijdens het Laat-Perm in Zuid-Amerika leefde. Het geslacht omvat als enige soort Rastodon procurvidens.

## Fossiele vondsten
Het enige fossiel van Rastodon is een schedel met onderkaak uit de Rio do Rasto-formatie in Brazilië. Dit fossiel dateert uit het Capitanien en is circa 260 miljoen jaar oud. De resten zijn gevonden bij de Boqueirão-boerderij in het Paraná-bekken in de staat Rio Grande do Sul. Rastodon is een van slechts twee bekende dicynodonten uit het Perm van Zuid-Amerika. De andere dicynodont is Endothiodon uit het Laat-Perm, waarvan de fossiele resten eveneens in de Rio do Rasto-formatie zijn gevonden.

## Kenmerken
Rastodon onderscheidt zich van de andere dicynodonten door zijn kleine hoektanden die voorwaarts gebogen waren.

## Classificatie
Rastodon procurvidens is de vroegste en basaalste soort uit de Bidentalia, een groep die de ontwikkeldste dicynodonten omvat. Latere geslachten uit deze groep zijn onder meer Dicynodon, Oudenodon, Lystrosaurus en Kannemeyeria.